# Świdowa
Świdowa (ukr. Свидова, Swydowa) – wieś na Ukrainie, w rejonie czortkowskim obwodu tarnopolskiego. Liczy 976 mieszkańców.
W II Rzeczypospolitej miejscowość była siedzibą gminy wiejskiej Świdowa w powiecie czortkowskim województwa tarnopolskiego.
W latach 1943–1944 r. nacjonaliści ukraińscy z OUN-UPA zamordowali tutaj 21 Polaków.